# Миллер, Пейтон
Пе́йтон Джеймс Ми́ллер (англ. Peyton James Miller; родился 8 ноября 2007) — американский футболист, защитник клуба MLS «Нью-Инглэнд Революшн».

## Клубная карьера
Воспитанник футбольной академии клуба «Нью-Инглэнд Революшн», за которую выступал с 2021 года. В июне 2023 года подписал с клубом свой первый профессиональный контракт. 17 июля 2024 года дебютировал в MLS, выйдя на замену в матче против клуба «Филадельфия Юнион».

## Карьера в сборной
Выступал за сборные США до 16, до 17 и до 18 лет. В ноябре 2023 года провёл четыре матча на чемпионате мира (до 17 лет) в Индонезии.